# ماريا فون تراب
ماريا فون تراب (بالألمانية: Maria von Trapp) كاتبة نمساوية ولدت في فيينا عام 1905 اسمها الحقيقي (ماريا أوجستا كوتشيرا) ألفت عدة كتب سطرت فيها السيرة الذاتية للعائلة، وباعت لفولفجانج راينهارت، المؤلف والمنتج السينمائي، حق إنتاجها مقابل 9 آلاف دولار، وبالفعل تم إنتاج فيلمين ناطقين باللغة الألمانية يسردا حياة الأسرة الموسيقية، وحققا نجاحًا باهرًا دوى صداه حتى وصل إلى الولايات المتحدة، التي أنتجت من أحد الفيلمين نسخة أمريكية، باسم «صوت الموسيقى» عام 1965، اعتمدت فيه على الكتاب الذي ألفتة ماريا أوجستا عام1949. وأصبح الفيلم الذي يحكى قصة الفرقة الموسيقية واحدًا من أكبر النجاحات السينمائية في الولايات المتحدة، وحصل على جائزة أوسكار لأفضل تصوير، وفيه جسدت البطلة «لويزا» شخصية ماريا أوجستا.

## روابط خارجية
- ماريا فون تراب على موقع IMDb (الإنجليزية)
- ماريا فون تراب على موقع الموسوعة البريطانية (الإنجليزية)
- ماريا فون تراب على موقع مونزينجر (الألمانية)
- ماريا فون تراب على موقع ميوزك برينز (الإنجليزية)
- ماريا فون تراب على موقع قاعدة بيانات برودواي على الإنترنت (الإنجليزية)
- ماريا فون تراب على موقع قاعدة بيانات الأفلام السويدية (السويدية)
- ماريا فون تراب على موقع إن إن دي بي (الإنجليزية)